# Акбулим
Акубли́м (каз. Ақбұлым) — село у складі Жамбильського району Жамбильської області Казахстану. Адміністративний центр та єдиний населений пункт Акбулимського сільського округу.
У радянські часи село називалось Ільїч.
Населення — 3857 осіб (2021; 3084 у 2009, 3173 у 1999, 2464 у 1989).